# Alfredo Viterbori
Alfredo Viterbori fue un político y comerciante argentino, que ocupó el cargo de Gobernador del Territorio Nacional de Río Negro entre el 26 de septiembre de 1924 y 21 de marzo de 1926 designado por el presidente Marcelo Torcuato de Alvear y fue el primer intendente de General Roca, localidad de aquella provincia.

## Trayectoria
Era oriundo de General Roca, localidad de la que en 1912 fue elegido Intendente, perteneciendo a la Unión Cívica Radical.
En su gestión como gobernador se mejoraron las comisarías, especialmente las que se encontraban en el límite con Chubut. Por otro lado, prohibió por decreto que los policías subalternos fuesen trasladados de comisaría en comisaría. Tuvo conflictos con el gobernador Víctor M. Molina. A lo largo de 1919 la Federación Obrera Regional Argentina (FORA) llevó a una huelga de braceros, la gendarmería bajo órdenes de Viterbori, entonces intendente del territorio llevó a un enfrentamiento armado, en el que murieron tres huelguistas.
Entre 1919 y 1928 funcionaron en la Patagonia 75 brigadas de la Liga Patriótica Argentina, grupo parapolicial de extrema derecha. En el Alto Valle, existía una delegación en General Roca, al frente de la cual estaba Alfredo Viterbori, afiliado radical, figura política de gran influencia en la región. Viterbori ocupó cargos a nivel municipal en esa localidad desde principios del siglo y presidió la Sociedad Rural de Río Negro y Neuquén. También fue representante del Banco Hipotecario. Para la historiadora Martha Ruffini, constituyó un cabal ejemplo del comerciante enriquecido cuyo paso al poder resultó una natural consecuencia de su poderío económico.